# Monodosus
Monodosus is een geslacht van weekdieren uit de klasse van de Gastropoda (slakken).

## Soorten
- Monodosus brevispiralis Rubio & Rolán, 2016
- Monodosus externus Rubio & Rolán, 2016
- Monodosus multinodosus Rubio & Rolán, 2016
- Monodosus paucistriatus Rubio & Rolán, 2016
- Monodosus planus Rubio & Rolán, 2016
- Monodosus prolatus Rubio & Rolán, 2016
- Monodosus proximus Rubio & Rolán, 2016
- Monodosus simulans Rubio & Rolán, 2016